# منشأة دائمة
المنشأة الدائمة (PE) هي مكان ثابت لـعمل تجاري والذي يرفع بشكل عام ضريبة الدخل أو الالتزام الضريبي للـضريبة على القيمة المضافة في ولاية قضائية معينة. ويتم تعريف هذا المصطلح في العديد من المعاهدات الضريبية على الدخل ومعظم أنظمة الضريبة على القيمة المضافة بدول الاتحاد الأوروبي. وتفرض الأنظمة الضريبية في بعض البلدان التي تطبق القانون المدني ضرائب على الدخل وعلى القيمة المضافة فقط في حالة احتفاظ المؤسسة بمنشأة دائمة في البلد. وقد تتضمن تعريفات المنشأة الدائمة بموجب القانون الضريبي أو المعاهدات الضريبية محتويات أو استثناءاتدوو
أنا من محددة.

## مكان ثابت للعمل التجاري
إن نقطة البداية لتحديد ما إذا كانت تتواجد منشأة دائمة أم لا هو وجود مكان ثابت للعمل التجاري. ويتم اتباع تعريف المنشأة الدائمة في المعاهدة الضريبية النموذجية على الدخل التابعة لـمنظمة التعاون والتنمية الاقتصادية  في معظم المعاهدات الضريبية على الدخل.
يشير الشرح إلى أن أي مكان ثابت للعمل يمتلك ثلاثة عناصر:
- ثابت يشير إلى وجود صلة بين مكان العمل ونقطة جغرافية محددة، فضلاً عن درجة الدوام فيما يتعلق بدافعي الضرائب. وقد يشكل «المكتب الفندقي» مكانًا ثابتًا للأعمال التجارية لإحدى المؤسسات التي تستخدم مكاتب مختلفة بشكل منتظم داخل هذه المساحة. وعلى النقيض من ذلك، حيثما لا يوجد ترابط تجاري نجد حقيقة أن الأنشطة يمكن أن تجري في منطقة جغرافية محدودة لا ينبغي أن تؤدي إلى اعتبار هذه المنطقة مكانًا ثابتًا للعمل التجاري.[4]
- مكان للعمل. يشير هذا إلى وجود بعض المنشآت التي تستخدمها إحدى المؤسسات لتنفيذ أعمالها. ويجب أن يكون المبنى تحت تصرف المؤسسة. ولا يعني مجرد وجود مؤسسة في ذلك المكان أنه بالضرورة مكان للعمل التجاري الخاص بالمؤسسة. وتحتاج المنشآت ألا تكون مواقع حصرية وألا يتم استخدامها بشكل حصري من قبل تلك المؤسسة أو لذلك العمل التجاري. ومع ذلك، يجب أن تكون المنشآت هي الخاصة بدافعي الضرائب، وليس شخصًا آخر ليس له صلة. وبالتالي، لا يشكل الاستخدام المنتظم لمباني العميل مكانًا للعمل بشكل عام.[5]

يجب أن تتم *أعمال المؤسسة كليًا أو جزئيًا في هذا المكان الثابت.
وتعتمد متطلبات ما يشكل «منشأة دائمة» في نطاق معاهدة معينة على التفسير الذي يضعه بلد معين لهذا المصطلح في سياق نص هذه المعاهدة. فوفقًا للمادة 3 من معاهدة فيينا، لا يحق لأحد المطالبة بحقوق بموجب معاهدة معينة ما لم تأذن له الدولة الموقعة على المعاهدة. ولذلك إذا وضعت دولة معينة من الدول الموقعة معنى مختلفًا للمصطلح «منشأة دائمة» غير الذي يسعى دافعو الضرائب لوضعه، فسيتم ترك دافعي الضرائب دون أي حل عملي داخل هذه الدولة بدلاً من البحث عن اتفاق متبادل لهذا النزاع مع الدولة الأخرى الموقعة على المعاهدة.

## الأماكن المتضمنة بشكل خاص
تعد المنشآت التالية، بديهيًا، وكأنها تشكل منشآت دائمة عمومًا:
- فرع
- مستودع (لكن انظر الأماكن المستبعدة أدناه)
- مصنع
- منجم أو مكان لاستخراج الموارد الطبيعية
- مكان للـإدارة

## الأماكن المستبعدة بشكل خاص
تُستبعد العديد من المعاهدات صراحة من تعريف أماكن المنشأة الدائمة حيث يتم إجراء بعض الأنشطة. وعمومًا، لا تنطبق هذه الاستثناءات إذا تم إجراء أنشطة غير المستبعدة في مكان ثابت للعمل التجاري. الأنشطة التالية من بين الأنشطة المستثناة:
- الأنشطة المساعدة أو التحضيرية
- استخدام منشأة للتخزين فقط لتسليم البضائع إلى العملاء
- الاحتفاظ بمخزون من البضائع المملوكة للمؤسسة فقط لأعراض المعالجة من قبل مؤسسة أخرى (يُشار إليها أحيانًا باسم تجهيز الأدوات)
- أنشطة شراء المعلومات أو جمعها

## شروط أخرى محددة
توفر العديد من المعاهدات قواعد محددة فيما يتعلق بمواقع البناء. وبموجب هذه المعاهدات، يُشكل موقع البناء أو الإنشاء أو مشروع التركيب منشأة دائمة فقط في حالة استمراره لفترة أكثر من الفترة المحددة من الوقت. ويختلف مقدار الوقت تبعًا لكل معاهدة.
وبالإضافة إلى ذلك، قد تؤدي الأنشطة لوكيل تابع إلى اعتبار المسؤول الرئيسي هذه المنشأة منشأة دائمة. ويمكن أن يشمل الوكلاء التابعون الموظفين أو غيرهم تحت إدارة المسؤول الرئيسي. وعمومًا لا تعد الشركة وكيلاً فقط بحكم الملكية للشركة الوكيلة من قبل المسؤول الرئيسي. ومع ذلك، لا تُنسب عمومًا أنشطة الوكيل المستقل إلى المسؤول الرئيسي.
تَعتبر بعض المعاهدات وجود منشأة دائمة لمؤسسة من بلد واحد أنها تؤدي خدمات في البلد الآخر لأكثر من المدة المحددة من الوقت أو للمؤسسة ذات الصلة.